# Tommaso da Frignano
Tommaso da Frignano, riportato anche come Tommasino da Frignano o Tommaso Frignani (Modena, 1305/1310 – Roma, 19 novembre 1381), è stato un cardinale italiano.

## Biografia
Entrò in giovane età nell'ordine francescano ricoprendo dal 1352 al 1360 l'ufficio di Ministro provinciale della Provincia minoritica con sede a Bologna. Nel 1364 risulta tra i fondatori della facoltà di teologia presso l'Università di Bologna in cui fu successivamente professore.
Al Capitolo generale di Assisi del 1367 venne eletto Ministro generale. Il 19 luglio 1372 papa Gregorio XI lo nominò patriarca di Grado.
Il 18 settembre 1378 papa Urbano VI lo creava Cardinale presbitero del titolo dei Santi Nereo e Achilleo. Promosso il 30 maggio 1380 alla sede suburbicaria di Frascati, morì nel 1381 nel convento presso la basilica romana di Santa Maria in Aracoeli dove fu sepolto.